# Lowell Dean
Lowell Dean és un cineasta canadenc.
Ha dirigit sis llargmetratges: el thriller de zombis 13 Eerie (2013), la comèdia de terror WolfCop (2014), la seqüela Another WolfCop (2017), la pel·lícula d'acció post-apocalíptica SuperGrid (2018), el terror de lluita lliure Dark Match (2024) i la història d'amor post-apocalíptica Die Alone (2024). Lowell també va escriure WolfCop, Another WolfCop, Dark Match i Die Alone. La seva primera pel·lícula com a escriptor i director, WolfCop, es va estrenar el juny de 2014 als cinemes canadencs Cineplex. En una entrevista amb Bloody Disgusting el març de 2015, Dean va revelar que estava escrivint la seqüela de WolfCop, que tornaria a protagonitzar Leo Fafard al capdavant. La pel·lícula de Lowell, Die Alone, va tenir el seu debut internacional al LVII Festival Internacional de Cinema Fantàstic de Catalunya, on va guanyar el Premi Midnight X-treme.
Dean també ha exercit com a director en diversos projectes de televisió, com ara la sèrie infantil Hi Opie! produïda per The Jim Henson Company, i la sèrie de realitat canadenca Dust Up produïda per Paperny Entertainment.